# Klaus Hilgemann
Klaus Hilgemann (18 de fevereiro de 1918 - 6 de julho de 1973) foi um oficial alemão que serviu no Deutsches Heer durante a Segunda Guerra Mundial. Foi condecorado com a Cruz de Cavaleiro da Cruz de Ferro com Folhas de Carvalho.

## Condecorações
| Cruz de Ferro (1939) 2ª Classe                                   | 2 de agosto de 1941     |
| Cruz de Ferro (1939) 1ª Classe                                   | 13 de fevereiro de 1942 |
| Distintivo de Feridos (1939) em Preto                            |                         |
| Distintivo da infantaria de assalto em Prata                     |                         |
| Distintivo de Combate Fechado em Bronze                          |                         |
| Medalha da Frente Oriental                                       | 22 de agosto de 1942    |
| Escudo Demyansk                                                  |                         |
| Cruz Germânica em Ouro                                           | 28 de abril de 1944     |
| Cruz de Cavaleiro da Cruz de Ferro                               | 8 de outubro de 1942    |
| Cruz de Cavaleiro da Cruz de Ferro com Folhas de Carvalho nº 641 | 29 de outubro de 1944   |